# 朱翊鐘 (鄭世子)
鄭世子朱翊鐘（？—1640年8月11日），是敬王朱載壐嫡第一子。他於萬曆三十五年閏六月丙子（1607年8月7日）受封鄭世子，但在崇禎十三年六月二十四（1640年8月11日）因朱翊鐘私自販賣奴隸、又違祖制養食客，所以崇祯帝把他賜死，而鄭王由其弟朱翊鐸嗣位，《明史》指鄭國國除乃誤。